# Martin Read

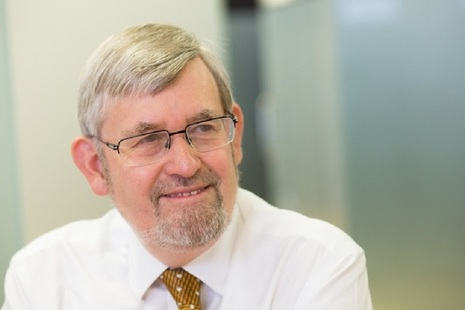
Martin Read

Martin Peter Read (nascido em 16 de fevereiro de 1950) CBE é um empresário britânico que é presidente do Conselho de Revisão de Salários Séniores desde janeiro de 2015 e presidente da Wincanton plc desde 2018.
Foi educado na ''Queen Mary's School for Boys'', Basingstoke, Peterhouse, Cambridge (BA, 1971) e no Merton College, Oxford (DPhil Physics, 1974). Ele foi nomeado Honorary Fellow do Merton College em 2006. Ele foi ex-CEO do Grupo da Logica de 1993 a 2007 e Presidente da Laird plc de 2014 a 2018. Ele foi nomeado CBE em 2011.